# Tribunal de Cuentas del Estado de São Paulo
El Tribunal de Cuentas del Estado de São Paulo (TCE-SP) es un organismo público cuyas atribuciones son la fiscalización contable, financiera, presupuestaria, operacional y patrimonial del estado de São Paulo y sus municipios. También es un órgano de control externo del poder legislativo.
En el ámbito jurisdiccional, el TCE-SP abarca toda la administración del Estado, fiscalizando la contabilidad pública relativa a contratos, convenios, acuerdos, subvenciones y demás operaciones que afecten al presupuesto público, ya sean realizadas por personas jurídicas o físicas.
Además de la sede y dos edificios anexos ubicados en la ciudad de São Paulo, el TCE-SP cuenta con 20 Unidades Regionales distribuidas por todo el estado.